# شبعا
شبعا بلدة في ناحية المليحة في منطقة مركز ريف دمشق في محافظة ريف دمشق. بلغ عدد سكانها 35687الف نسمة عام 2018يشكل السكان الأصليين بالإضافة للسكان الوافدين من الجولان السوري المحتل الثقل الأكبر بالإضافة لمكونات كثيرة من البدو وبعض سكان المحافظات السورية ويعيش أهلها حالة من الوفاق والوئام والتآخي.تتميز بلدة شبعا بموقعها المهم على طريق مطار دمشق الدولي وتنتشر في بساتينها الكثير من المتنزهات والمطاعم التي يقصدها صيفاً الكثير من أهالي مدينة دمشق وجميع مدن وبلدات ريف دمشق

## الأنهار
لدى البلدة ما يزيد على خمسة أنهار ما بين المرور بها والذي ينبع منها، أشهرها:«عين السكر» وقد تحول بعضها إلى تصريف المياه المالحة.